# Piotr Bąska
Piotr Bąska – polski biotechnolog, doktor habilitowany nauk rolniczych, profesor w Szkole Głównej Gospodarstwa Wiejskiego w Warszawie, specjalista od immunoparazytologii.

## Kariera naukowa
W 2006 roku w Szkole Głównej Gospodarstwa Wiejskiego w Warszawie uzyskał tytuł magistra inżyniera biotechnologii. W 2011 roku na  Wydziale Medycyny Weterynaryjnej tej samej uczelni uzyskał stopień doktora nauk weterynaryjnych na podstawie rozprawy pt. Ocena in vitro właściwości immunomodulacyjnych metaloproteazy Ace-MTP-2 oraz ocena ekspresji Ace-mtp-2 w poszczególnych stadiach rozwojowych Ancylostoma ceylanicum, której promotorem była Halina Wędrychowicz. W tym samym roku został zatrudniony na tejże uczelni, a w 2019 roku uzyskał na jej Wydziale Medycyny Weterynaryjnej stopień doktora habilitowanego nauk rolniczych w dyscyplinie weterynarii na podstawie pracy pt. Wpływ antygenów ekskrecyjno/ sekrecyjnych Fasciola hepatica (Fh-ES) na komórki żywiciela ostatecznego.